# Centre Comercial Bonaire
El Centre Comercial Bonaire es troba a Aldaia, a l'Àrea Metropolitana de València, i està operat per la multinacional Unibail-Rodamco-Westfield, que fa servir la marca comercial Westfield. L'equipament compta amb 254.000 m² de superfície total, el tercer d'Espanya i el més gran del País Valencià. Fou inaugurat el 2001.

## Història i descripció
Les obres es van iniciar el 1998, impulsat per la promotora Riofisa, fundada per Mario i José María Losantos, una nissaga riojana d'empresaris del sector immobiliari que es va especialitzar en la construcció d'espais comercials i outlets, que hi va invertir 40.000 milions de pessetes. La construcció va anar a càrrec de l'empresa Necso. La previsió inicial dels inversors era rebre 25 milions de visites anuals, i generar 2.500 llocs de treballs directes i 3.500 indirectes. El projecte inicial incloïa un aparcament per a 6.500 vehicles. Per fer-ho, Riofisa va crear una societat temporal, Parque Levante SA, amb un soci inversor, l'empresa canadenca TrizecHahn.
El 20 de desembre del 2000 ja es va inaugurar una primera fase, obrint establiments de Decathlon, Leroy Merlin, Norauto i McDonald's, així com alguns espais exteriors. En aquest moment, els inversors van anunciar que un 35% dels comerços que s'obririen en la pròxima fase serien d'empresaris valencians. L'any 2001 es va fer la inauguració oficial, amb motiu de la segona fase de les obres, que incorporava la galeria comercial, un hipermercat Alcampo i una àrea d'oci. Poc després, el 2002, s'inaugurava l'Outlet, finalitzant la tercera fase.
Entre el 2003 i el 2004 s'hi van dur a terme diverses ampliacions, incorporant un centre d'esports (Health Club) i una zona d'hotels, amb un hotel Holiday Inn Express i un Hotel Ibis, amb unes 300 habitacions en total. L'any 2009, el complex va tenir 9.477.936 visites. El 2012 s'hi va obrir una botiga de Primark.
El novembre de 2016 es va fer una festa per inaugurar una nova ampliació, creant un nou espai d'oci amb un seguit de terrasses. En aquest moment, el centre ja ocupava 30.000 m². Hi va participar el cantant Carlos Baute. El cost inicial d'aquesta ampliació fou de 25 milions d'euros, aportats per l'empresa Unibail-Rodamco.
Durant la crisi de la covid-19 va adaptar els seus protocols de seguretat i higiene i es va fer servir com a espai logístic per una campanya de recollida d'aliments de Creu Roja. També, en col·laboració amb Primark, va fer una campanya de donació de roba a Càritas Diocesana de València. El 25 de setembre del 2022 hi va haver un incendi que va destruir el restaurant McDonald's i que va obligar a desallotjar tot el centre comercial per la toxicitat del fum. El restaurant va reobrir les portes l'abril de 2023.
L'estiu del 2024 era propietat de la cadena Unibail-Rodamco-Westfield i disposava de 135.000 m²  de superfície, distribuïts en més de 200 locals, amb franquícies com Desigual, Hollister, El ganso, Primark, H&M o Zara, entre d'altres. També disposava de 30 restaurants, entre els quals destaca el restaurant Nòmada, de la xef Begoña Rodrigo. Es definia a si mateix com un espai pet friendly. L'agost d'aquest any 2024 s'hi va instal·lar un supercarregador de Tesla. El mateix mes va obrir les portes JumpYard Valencia, un local de llits elàstics amb una inversió inicial de 3 milions d'euros. El setembre, Primark va fer una reinauguració de la seva botiga al centre comercial. El 28 d'octubre del mateix any, Herbolario Navarro va inaugurar una botiga al centre.

### Gota freda de 2024
El 29 d'octubre, el centre comercial es va inundar per la gota freda. A les 19:15, el personal de seguretat va ordenar tancar les botigues a causa de la inundació. Poc després, a les 19:30, va marxar el llum. Un conjunt de treballadors van passar la nit a la primera planta del centre. Els veestíbuls dels hotels de la zona també es van inundar, i l'hipermercat va quedar destrossat. L'endemà al matí els supervivents van ser desallotjats.
L'aparcament soterrani, amb capacitat per a 5700 vehicles,es va inundar completament, i es temia que hi haguessin desenes de morts. El Servei de Bombers de Navarra fou un dels primers cossos de seguretat a executar tasques de retirada de cadàvers de la zona comercial. Es creu que hi havia 700 persones en el moment dels aiguats. Operaris de rescat van trigar dies a poder treure l'aigua de l'aparcament. El 4 de novembre, en la primera inspecció de la Policia Nacional un cop van aconseguir entrar al pàrking, no van trobar cap cadàver entre els 50 primers vehicles inspeccionats.
Dies després de l'incident, la jutgessa d'instrucció número 3 de Torrent va enviar a la presó a quatre detinguts, acusats de saqueig i pillatge a les instal·lacions de Bonaire.